# Carlos Rentería
Carlos Rentería (Quibdó, 4 marzo 1986) è un ex calciatore colombiano, di ruolo attaccante.

## Carriera
Fu capocannoniere del campionato colombiano nel primo torneo del 2010 e nel primo del 2011.